# Marina vùng Aguas Santas

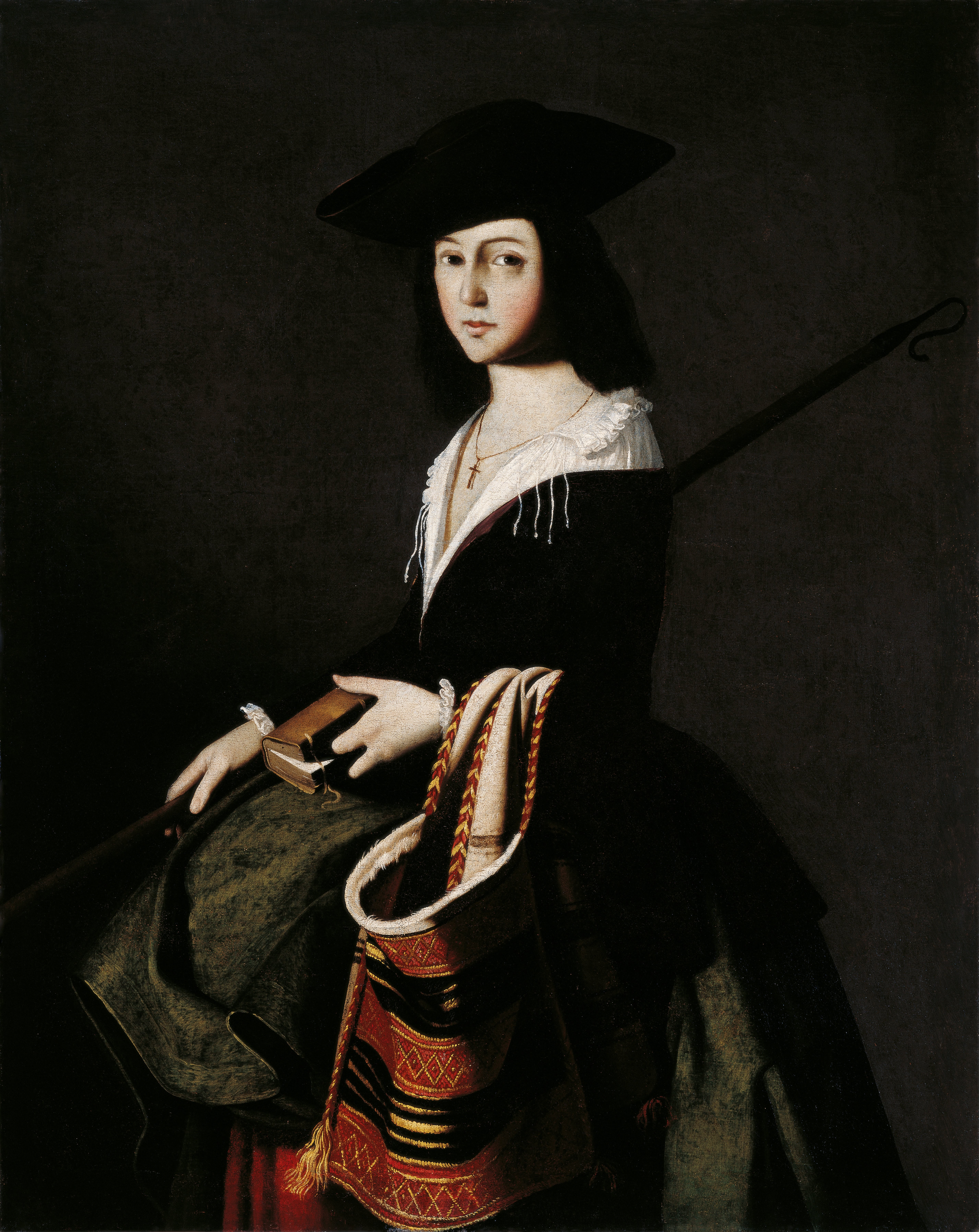
Marina

Marina của vùng Aguas Santas (Marina Orense) (119-139 Công nguyên) là một vị thánh Công giáo người Tây Ban Nha sống vào thế kỷ thứ II. Cô là một nữ tu trinh nữ đã tử vì đạo, tên tuổi cô gắn liền với thị trấn Aguas Santas, trong tỉnh Ourense. Câu chuyện về cuộc đời của cô đan xen giữa hiện thực và hư cấu. Bà được những người Kito hữu rất tôn kính.
Marina có cha mẹ là người ngoại đạo nhưng cô đã tự nguyện trở thành tín đồ Kitô hữu và đã bị chém đầu vì đức tin của mình. Trong cuộc khổ hình, viên quan ngoại giáo đã nói với cô rằng: "Thật điên rồ khi thờ lậy một con người như là Thiên Chúa, tệ hơn nữa,người đó lại là một tên tử tù bị kết án hình phạt thập giá!". Marina trả lời: "Tại sao ông luôn nói tới hình phạt thập giá và không bao giờ nói tới sự sống lại của Người? Cái chết của Người chứng tỏ Người là người thật,nhưng sự sống lại của Người chứng tỏ Người cũng là Thiên Chúa thật".
|  | Chủ đề Cơ Đốc giáo |